# Брессан, Вальтер
Вальтер Брессан (итал. Walter Bressan; род. 26 января 1981[…], Одерцо, Венеция) — итальянский футболист, вратарь; тренер.

## Клубная карьера
Практически всю карьеру провёл в командах серии B. Воспитанник клуба «Аталанта». За родной клуб так и не провёл ни одного матча.
В серии A дебютировал в последнем туре сезона 2014/15 против «Торино». Матч завершился победой «быков» со счётом 5:0.
Перед следующим сезоном перешёл в «Кьево», но, оказавшись там третьим вратарём, ни разу не вышел на поле.

## Международная карьера
Провёл два матча за юношескую сборную Италии.